# Taylor Booth
Taylor Booth, né le 31 mai 2001 à Eden, dans l'Utah aux États-Unis, est un joueur international américain de soccer jouant au poste de milieu central au FC Twente.

## Biographie

### En club
Né à Eden, dans l'Utah aux États-Unis, Taylor Booth est formé au Real Salt Lake avant de rejoindre l'Allemagne et le Bayern Munich en janvier 2019, où il poursuit sa formation.
Le 8 février 2021, Booth est prêté jusqu'à la fin de la saison au SKN Sankt Pölten.
De retour au Bayern à la fin de son prêt, Booth fait sa première apparition avec l'équipe première, entrant en jeu le 25 août 2021, en coupe d'Allemagne face au Bremer SV. Les Bavarois l'emportent par douze buts à zéro ce jour-là.
Lors de l'été 2022, Taylor Booth rejoint le FC Utrecht. Il signe un pré-contrat avec le club dès le 28 janvier 2022 et s'engage pour un contrat courant jusqu'en juin 2025.
Le 4 février 2025, Taylor Booth rejoint le FC Twente, club avec lequel il signe un contrat courant jusqu'en juin 2028.

### En sélection
Taylor Booth représente l'équipe des États-Unis des moins de 17 ans pour un total de sept matchs joués en 2017.
En décembre 2021, Taylor Booth est convoqué pour la première fois avec l'équipe nationale des États-Unis par le sélectionneur Gregg Berhalter. Mais il ne joue aucun match. En mars 2023 il est de nouveau retenu, cette fois par le nouveau sélectionneur Anthony Hudson. Il honore sa première sélection lors de ce rassemblement, le 25 mars 2023 contre la Grenade. Il entre en jeu et son équipe s'impose par sept buts à un.
En mai 2024, Booth est retenu dans une liste de 25 joueurs pour participer à un camp d'entraînement avec l'équipe des États-Unis des moins de 23 ans à Kansas City.